# Paprikakip

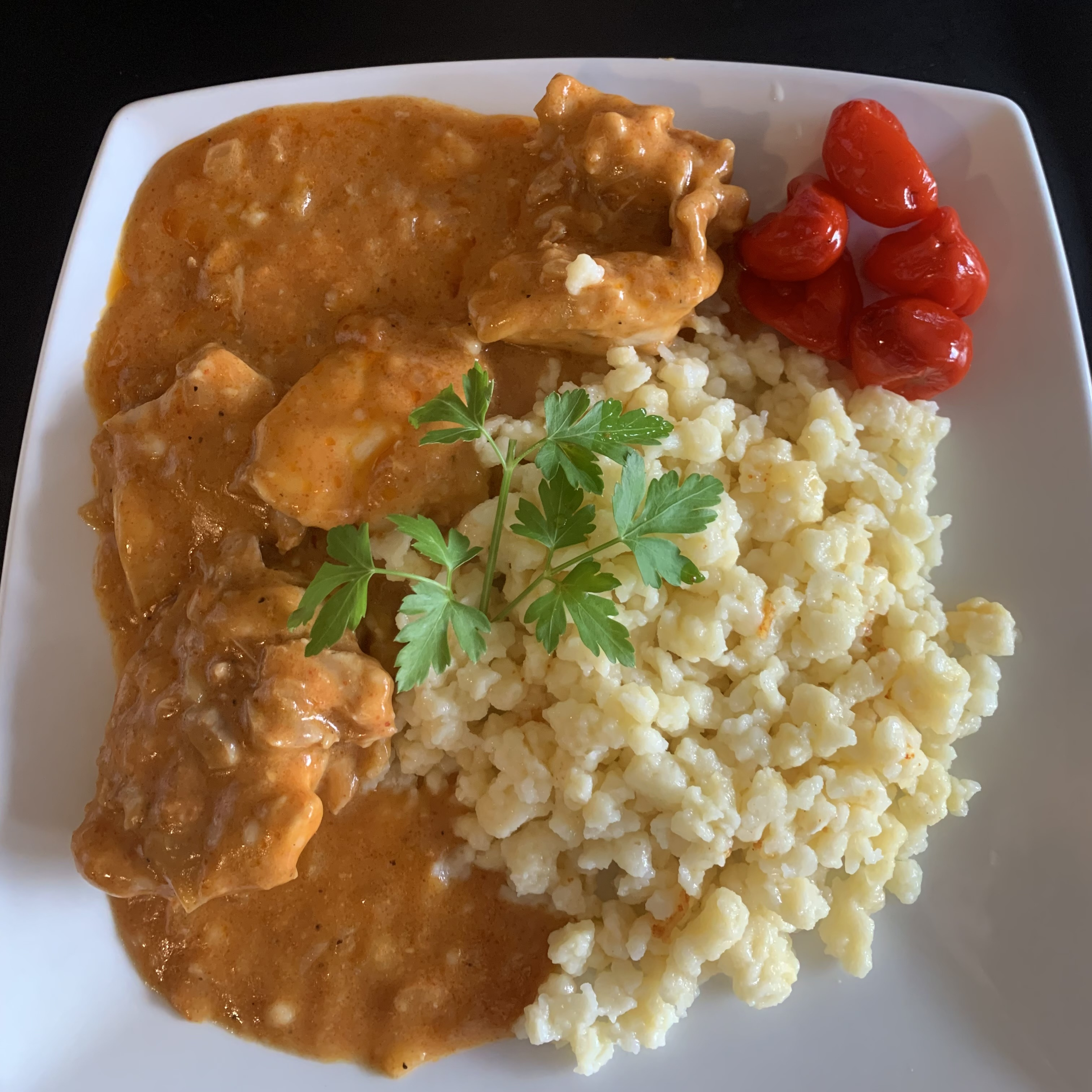
Paprikakip met nokedli (Paprikás csirke nokedlivel)

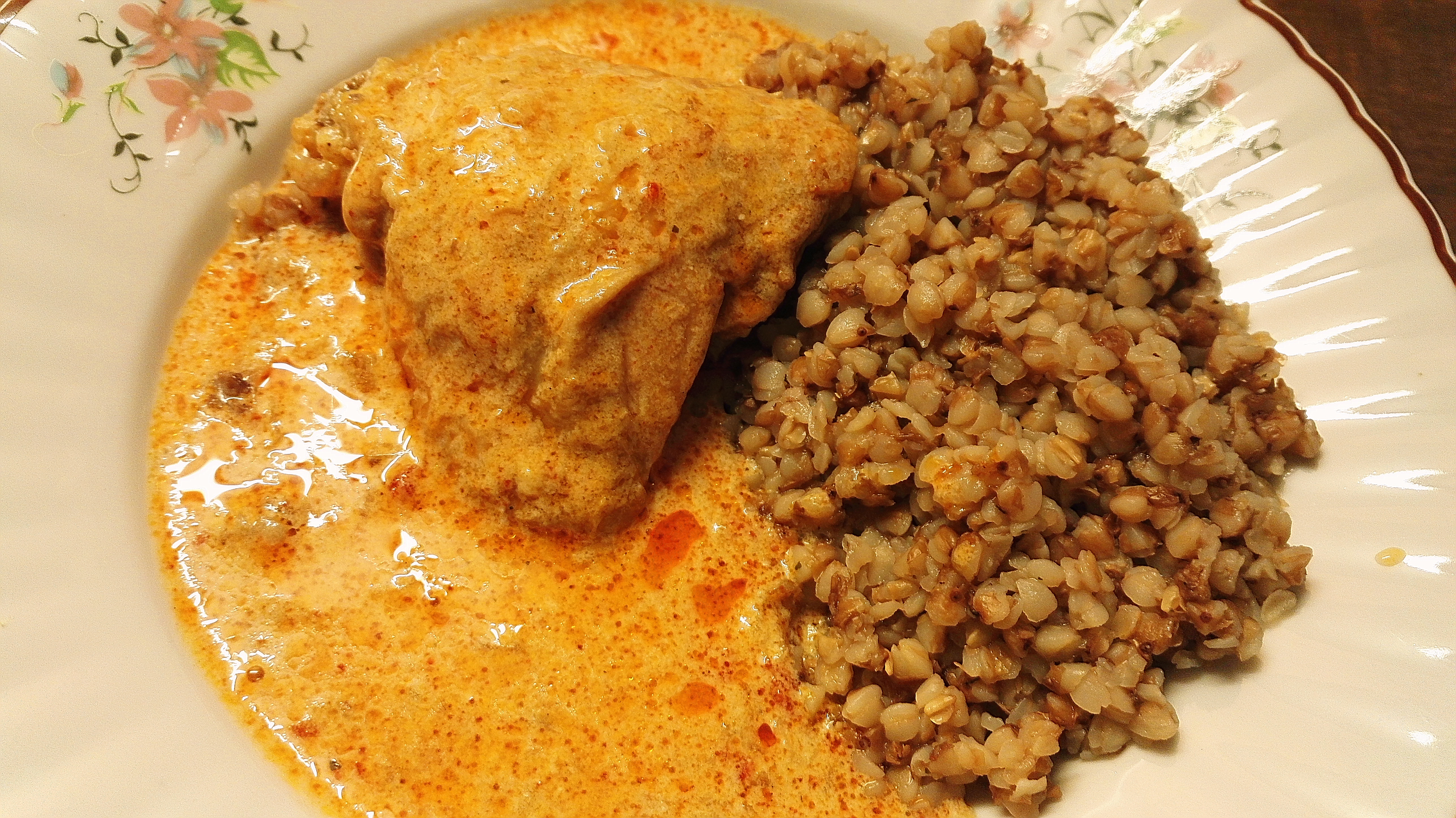
paprikakip met een minder gebruikelijk bijgerecht: boekweit (niet te verwarren met tarhonya)

Paprikakip (Hongaars: paprikás csirke of csirkepaprikás) of chicken paprikash is een populair gerecht van Hongaarse oorsprong en een van de bekendste variaties op de paprikás die gebruikelijk zijn in de Hongaarse keuken. De naam is afgeleid van paprika, een specerij die veel wordt gebruikt in de keuken van het land. Het vlees wordt doorgaans gedurende een lange periode gestoofd in een saus die begint met een roux waar paprikapoeder is ingetrokken. 

## Voorbereiding
Het gerecht kan worden bereid met édes nemes (zoete) of csípős nemes (pittige) paprikapoeder; dit voegt smaak en een rode kleur toe.  Soms worden olijfolie, zoete rode of gele paprika's  en een kleine hoeveelheid tomatenpuree gebruikt. Het gerecht vertoont gelijkenissen met goulash, een ander paprikagerecht.
Het gerecht wordt traditioneel geserveerd met gekookte eiernoedels (nokedli), een brede noedel die lijkt op de Duitse spätzle. Andere bijgerechten die erbij geserveerd kunnen worden zijn onder andere tagliatelle (gekookte lintenpasta), rijst of gierst.

## Variaties
Het recept van voedselcolumnist Iles Brody bevat kip, uien, boter of reuzel, zoete paprika, groene paprika's, tomaten, een teentje knoflook, bloem en zure room. Andere recepten zijn vergelijkbaar. Hoewel kippenbouten traditioneler zijn, wordt tegenwoordig ook vaak kippendijen gebruikt.
Er bestaat een variant van paprikash (паприкаш) in de Bulgaarse keuken. Hierbij worden kleinere hoeveelheden paprika toegevoegd aan de gebakken ui aan het begin van het koken en worden er vervolgens in blokjes gesneden (meestal groene) paprika's aan toegevoegd, die de hoofdrol spelen in het gerecht.
Paprikakip werd door de Joden in Hongarije en Tsjechoslowakije als sabbatgerecht geadopteerd en is tot op de dag van vandaag populair onder Asjkenazim. Tomaten worden vaak toegevoegd aan het gerecht. In Roemenië werd het gerecht traditioneel geserveerd met mămăligă.  In de Joodse keuken bevat paprikakip doorgaans geen zuivel,  vanwege het Joodse verbod op het mengen van vlees en zuivelproducten.
Paprikakip is ook een gerecht dat veel gegeten wordt door Donau-Zwaben.